# Albrecht Beckel
Albrecht Beckel (* 3. Februar 1925 in Emmerich; † 20. Januar 1993 in Münster) war ein deutscher Jurist, Akademiedirektor und Politiker (CDU). Von 1964 bis 1972 war er Oberbürgermeister von Münster, ab 1970 Mitglied des Landtags von Nordrhein-Westfalen.

## Leben und Beruf
Albrecht Beckel wurde als Sohn von Dora Beckel, geborene Albrecht, und des Kaufmanns Carl Beckel in Emmerich am Rhein geboren und lebte seit seinem fünften Lebensjahr in Münster. 1943 musste er nach seinem Abitur zuerst zum Arbeitsdienst und wurde später der Kriegsmarine zugeteilt. Er beantragte am 27. Januar 1943 die Aufnahme in die NSDAP und wurde zum 20. April desselben Jahres aufgenommen (Mitgliedsnummer 9.466.413). Nach dem Kriegsende begann Beckel im Wintersemester 1946/1947 mit einem Studium der Rechtswissenschaften. Er wurde 1952 an der Universität Münster promoviert und absolvierte in Fribourg die Große juristische Staatsprüfung. Seit dem Studium war er Mitglied der katholischen Studentenverbindung KStV Tuiskonia-Monasteria Münster im KV.
Seit der Gründung der Katholisch-sozialen Akademie Franz-Hitze-Haus des Bistums Münster 1952 war Beckel zunächst Mitarbeiter (Leiter der Sozialen Seminare im Bistum Münster) und übernahm 1954 deren Leitung, die er neben seinen politischen Engagements bis 1988 ausübte. Von 1954 bis 1964 hatte er den Vorsitz der Landesarbeitsgemeinschaft für katholische Erwachsenenbildung in Nordrhein-Westfalen und von 1955 bis 1965 war er Bundestutor für das Jugendbildungsreferat innerhalb der Arbeitsgemeinschaft Katholisch-sozialer Bildungswerke. Im Jahr 1959 konnte er den von ihm maßgeblich konzipierten Neubau des Hauses am Kardinal-von-Galen-Ring in Münster übernehmen, wo die Akademie bis heute untergebracht ist. Mit der Kombination von Elementen der politischen und sozialen Erwachsenenbildung in dezentralen „Sozialen Seminaren“ mit denen der damals entstehenden evangelischen und katholischen Akademien mit ihrer Ausrichtung auf philosophische, theologische und kulturelle Themen wirkte er modellgebend. Sein Nachfolger als Akademiedirektor wurde 1988 Thomas Sternberg.
Beckel hatte 1954 Carla Simons geheirat, mit der er sechs Kinder hatte (Matthias, Michael, Maria, Markus, Elisabeth und Margarethe). Er war von 1954 bis 1964 Vorsitzender der Landesarbeitsgemeinschaft für katholische Erwachsenenbildung. Von 1967 bis 1987 war er Mitglied des Zentralkomitees der deutschen Katholiken, vier Jahre (1968–1972) auch dessen Präsident.
Eines seiner Hauptanliegen war die Verständigung zwischen Polen und Deutschland. Hier engagierte er sich vor allem in den kirchlichen Annäherungen der 1970er Jahre nicht zuletzt als Mitbegründer des Maximilian-Kolbe-Werkes, dessen Präsident er von 1973 bis 1984 war.

## Politik
Beckel trat 1953 der CDU bei. Von 1960 bis 1963 war er Kreisvorsitzender der Münsteraner CDU. Zwischen 1961 und 1984 gehörte Beckel ununterbrochen dem Rat der Stadt Münster an (von 1963 bis 1964 als Fraktionsführer), deren Oberbürgermeister er von 1964 bis 1972 war. Von 1970 bis 1990 war er nordrhein-westfälischer Landtagsabgeordneter.

## Ehrungen
- 1970: Bundesverdienstkreuz II.
- 1971: Kommandeurkreuz Orden von Oranien-Nassau
- 1972: Komturkreuz mit Stern Gregoriusorden
- 1980: Bundesverdienstkreuz 1. Klasse

## Veröffentlichungen (Auswahl)
- Unser Staat und die Macht der Interessenverbände. 1959; 4. Auflage 1963.
- Sonntagsarbeit in der modernen Gesellschaft. 1960.
- Die Freizeitfamilie. 1960.
- Christliche Staatslehre. Grundlagen und Zeitfragen. 1960.
- Christliche Staatslehre. Dokumente. 1961.
- Grundfragen der christlichen Gesellschaftslehre. 1961.
- Der Staat. 1961.
- Arbeitsrecht. 1961.
- mit Triesch: Wohin steuert die SPD? 1961.
- Christliche Politik. 1961; 2. Auflage 1963.
- Die neue Sozialenzyklika und die soziale Bildung. In: Erwachsenenbildung. 8. Jahrgang, 1962, Heft 2, S. 55–62.
- mit Ballauf und Pöggeler: Gegenwartsaufgaben der Erwachsenenbildung. 1965.
- Staatsbürgerliche Bildung in Familie, Gruppe und Heim. 1965.
- Mensch, Gesellschaft, Kirche bei Heinrich Böll. 1966.
- Struktur und Recht der deutschen Erwachsenenbildung. 1966.
- Demokratie – Idee und Praxis. 1966.
- mit Senzky: Management und Recht der Erwachsenenbildung. 1974.
- Die Akademie Franz Hitze Haus. Vorgeschichte und erste Generation (1950–1988). Münster 1990, ISBN 3-9802204-2-7.